# Neve sciolta a Fontainebleau
Neve sciolta a Fontainebleau è un dipinto a olio su tela (76,6x100,6 cm) realizzato tra il 1879 ed il 1880  dal pittore Paul Cézanne. È conservato nel The Museum of Modern Art di New York.